# Rhetus periander
Rhetus periander är en fjärilsart som beskrevs av Pieter Cramer 1777. Rhetus periander ingår i släktet Rhetus och familjen Riodinidae. Inga underarter finns listade.

## Bildgalleri

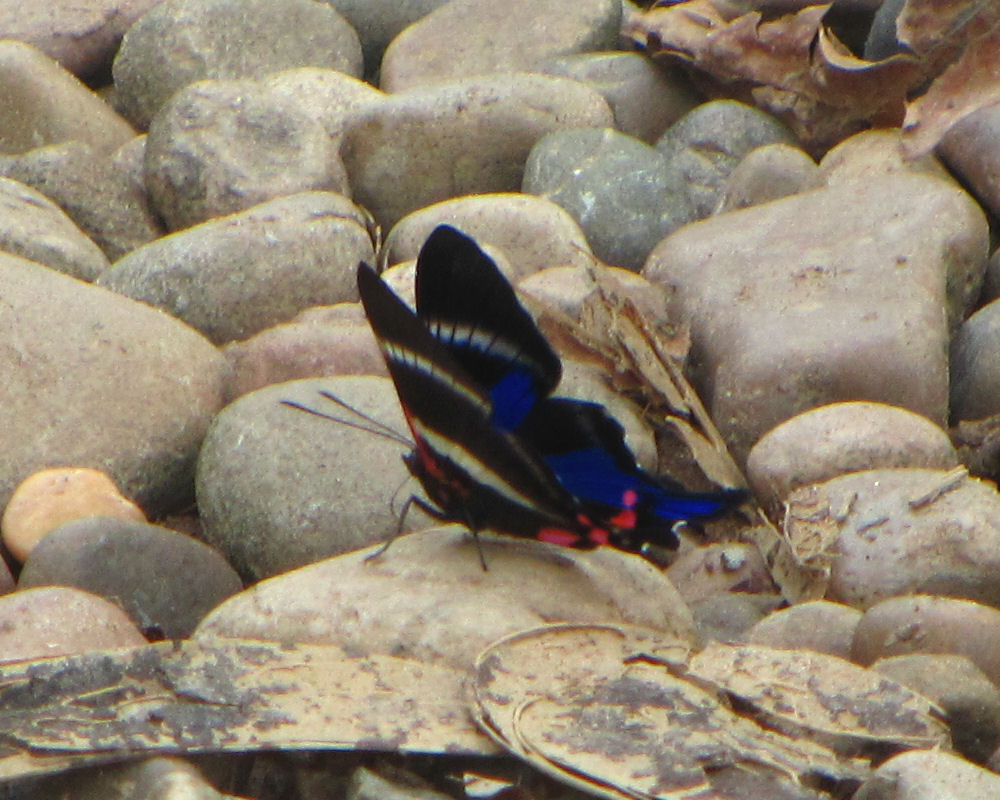